# Creuse (departement)
Creuse je francouzský departement ležící v regionu Nová Akvitánie. Název pochází od řeky Creuse. Hlavní město je Guéret.

## Geografie

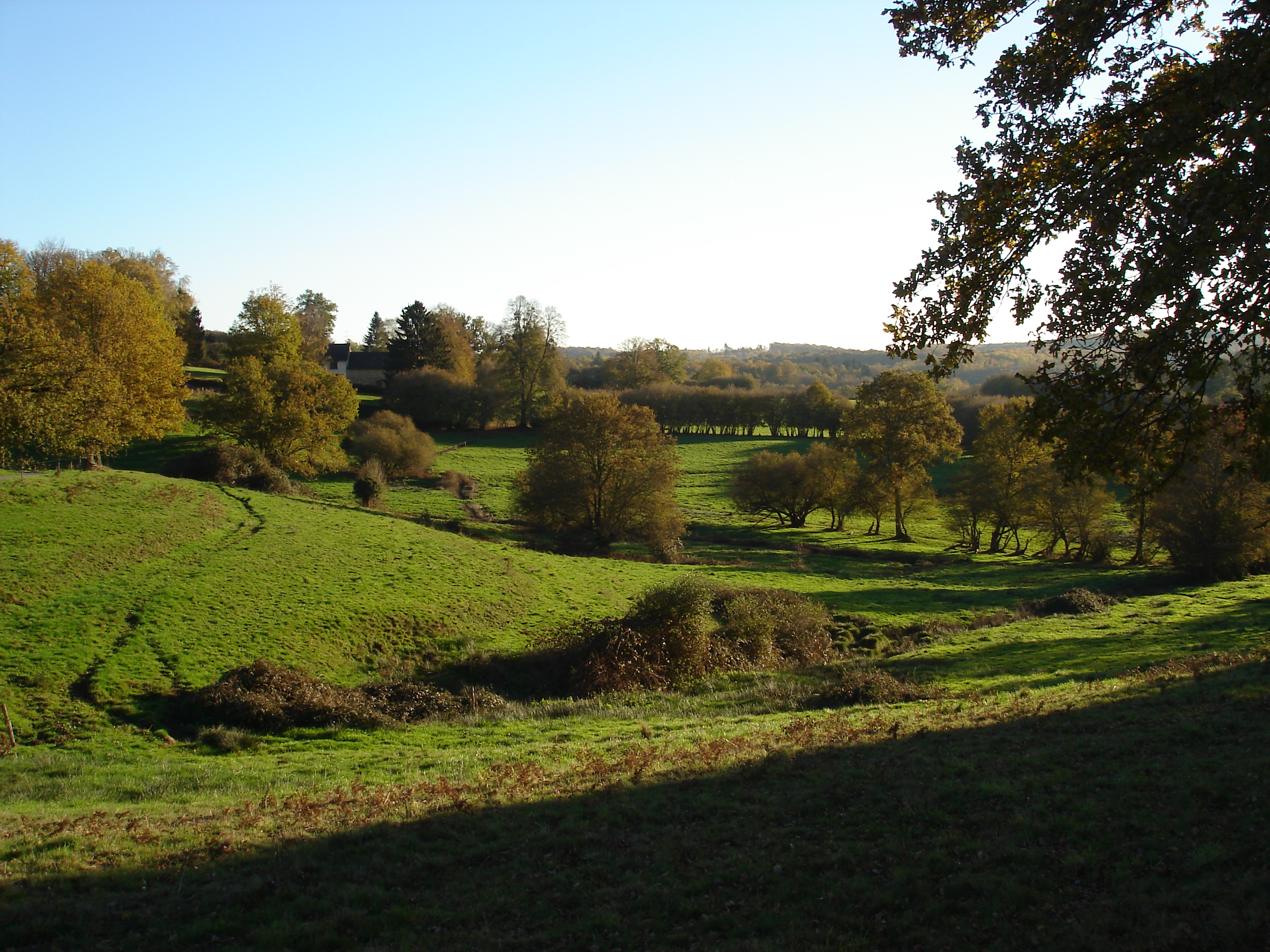
Typická krajina v Creuse

## Historie
Creuse je jedním z 83 departementů vytvořených během Francouzské revoluce 4. března 1790 aplikací zákona z 22. prosince 1789.

## Nejvýznamnější města
- Guéret

## Administrativní rozdělení
| Arrondissement | Počet Obyvatel (1999) | Rozloha (km²) | Hustota zalidnění | Počet kantonů | Počet obcí |
| -------------- | --------------------- | ------------- | ----------------- | ------------- | ---------- |
| Aubusson       | 39.993                | 2539          | 16                | 12            | 118        |
| Guéret         | 84.477                | 3027          | 28                | 15            | 142        |